# Тютюнник, Юрий Осипович
Гео́ргий (Ю́рий) Ио́сифович (О́сипович) Тютю́нник (20 апреля (2 мая) 1891 — 20 октября 1930) — офицер военного времени Русской императорской армии, затем украинский офицер, генерал-хорунжий армии Украинской народной республики (УНР). Автор воспоминаний, опубликованных в 1923—1927 годах в СССР и Польше.

## Биография

### Молодые годы
Родился 20 апреля (2 мая) 1891 года в селе Буди́ще Звенигородского уезда Киевской губернии в многодетной крестьянской семье.
Окончил сельское одноклассное начальное училище с двухлетним курсом обучения и агрономическое училище в Умани.
С января 1913 года — на действительной службе в армии. Служил в 6-м Сибирском стрелковом полку под Владивостоком, окончил полковую унтер-офицерскую школу (курс полковой учебной команды).

### Первая мировая война и Революция
С началом Первой мировой войны войска 1-го Сибирского корпуса перебрасываются с Дальнего Востока под Варшаву. С осени 1914 года Ю. Тютюнник, в унтер-офицерском звании, принимает участие в боях. В октябре 1914, под Лодзью, был тяжело ранен. После излечения служил в 27-м пехотном запа́сном полку в Кременчуге, затем вернулся в свой полк. В марте 1916 принимал участие в боях у озера Нарочь, был легко ранен в руку, переболел сильной простудой.
После излечения, в августе 1916 командирован на учёбу в Гори (Тифлисская губерния), в школу подготовки прапорщиков пехоты (предварительно, после 2-х месячной самоподготовки, выдержав в Киеве, при 1-й Киевской гимназии, испытания по наукам в пределах требований для вольноопределяющихся 2-го разряда). По окончании школы, 28 ноября 1916 года произведен из юнкеров в прапорщики армейской пехоты.
С декабря 1916 проходил службу в Симферополе, в 32-м пехотном запасном полку.
В марте-апреле 1917 — член полкового комитета. Избирался заместителем председателя Совета солдатских депутатов Симферопольского гарнизона. В мае 1917, в ходе демократизации императорской армии, принял активное участие в украинизации запасного полка, в котором служил. Полк получил наименование «1-й Симферопольский полк имени гетмана Петра Дорошенка».
В июне 1917 делегирован в Киев на 2-й Всеукраинский войсковой съезд. На съезде избран в состав Украинской Центральной Рады. В июле 1917 переведен на службу в Екатеринослав, в 228-й запасный полк. Последний чин в русской армии — прапорщик.
Осенью 1917, демобилизовавшись из армии, вернулся на родину. Возглавил в Звенигородке кош (батальон) «вольного казачества», став его командиром (атаманом). Военизированное формирование Ю. Тютюнника контролировало Звенигородский уезд и поддерживало правительство Украинской Народной Республики (Украинскую Центральную Раду).

### Гражданская война
В феврале 1918, после захвата Киева советскими войсками Муравьёва, Ю.Тютюнник объявил мобилизацию в соседних уездах и развернул своё военизированное формирование до 20 тысяч повстанцев. Казаки Тютюнника контролировали значительную территорию Центральной Украины и вели успешные боевые действия в районе Звенигородки, Золотоноши, Вапнярки, Бирзулы, Бобринской по разоружению «красных» армейских частей, отрядов Червоного казачества, красногвардейских отрядов Муравьёва, действовавших на стороне большевистского правительства Украины и России. В феврале—марте 1918 под защитой Тютюнника нашли убежище многие деятели демократического и украинского национального движения, в том числе будущий гетман Украинской державы Павел Скоропадский.
Как отметил Тютюнник в своей автобиографии, он в знак несогласия с Центральной Радой в отношении политики сближения с Германией, вышел из её состава. После ввода австро-германских войск на Украину и прихода к власти генерала Скоропадского раздал населению захваченные ранее 11 тысяч винтовок, 50 пулемётов, артиллерию, боеприпасы и в июне 1918 принял активное участие в Звенигород-Таращанском восстании против оккупантов и гетманцев. Общая численность повстанцев достигала 25 тысяч человек, потери германцев составили около 6 тысяч солдат и офицеров.
После подавления восстания скрывался от преследований. 9 ноября 1918 был арестован гетманцами, посажен в Лукьяновскую тюрьму и приговорен к расстрелу, однако 14 декабря гетманский режим пал, к власти пришла Директория УНР, и Тютюнника освободили. Не поддерживая соглашательскую политику Директории УНР в отношении стран Антанты, высадивших десант в Одессе, в январе 1919 направляется к атаману Зелёному с целью формирования частей «украинской Красной армии». По ошибке попадает в штаб дивизии петлюровцев и приговаривается ими к расстрелу. Расстрела удалось избежать, убедив петлюровцев перейти на сторону Правительства УССР. В итоге, во главе небольшого отряда переходит на сторону Украинской советской армии.
Побывав в начале марта 1919 в Харькове на съезде боротьбистов, Юрий Тютюнник, по рекомендации Николая Шинкаря, прибывает к повстанцам атамана Григорьева, который 18 февраля заключил соглашение с командованием Красной армии в соответствии с которым его Херсонская повстанческая дивизия вошла в состав армии Украинской ССР в качестве 1-й Заднепровской бригады 1-й Заднепровской Украинской советской дивизии).
С марта 1919 Тютюнник — начальник штаба 1-й Заднепровской бригады, освободившей под командованием Григорьева Николаев и Одессу от войск Антанты. С апреля 1919 — начальник штаба 6-й Украинской советской (бывшей Херсонской повстанческой) дивизии, восставшей в мае 1919 против большевистского режима. Стал одним из руководителей восстания (командовал бригадой двухполкового состава).
В конце июня 1919, после разгрома основных сил повстанцев-григорьевцев, Ю.Тютюнник во главе 2-тысячного отряда совершает тысячекилометровый рейд по Правобережной Украине и в середине июля 1919 в районе Жмеринки присоединяется к армии УНР. На основе своего отряда формирует 5-ю Киевскую дивизию армии УНР и возглавляет её.
Летом-осенью 1919 командовал группой войск армии УНР, которая вела тяжёлые бои с частями Красной армии и деникинцами в районе Житомира, Брацлава, Гайсина, Христиновки, Умани, Шполы.
Участник Первого Зимнего похода Действующей армии УНР в декабре 1919 — мае 1920 (помощник командующего армией и командир Киевской дивизии).
Участник Советско-польской войны на стороне поляков в составе армии УНР. С 5 октября 1920 года — генерал-хорунжий армии УНР. После интернирования армии УНР польскими властями был сторонником продолжения вооружённой борьбы за освобождения Украины, конфликтовал с Петлюрой.
Был главным инициатором последней военной операции армии УНР — Второго Зимнего похода, во время которого командовал основными силами (Волынской группой). В ноябре 1921 года плохо экипированная 1,5-тысячная группировка петлюровцев под общим командованием Тютюнника тремя колоннами выступила в рейд с территории Польши и Румынии на территорию Советской Украины и была разгромлена частями Красной Армии. Тютюннику с остатками своей группы удалось бежать на территорию Польши.

### После Гражданской войны. Возвращение в СССР
17 июня 1923 года, после нелегального перехода польско-советской границы был арестован в ходе операции ГПУ, организованной С. Т. Даниленко.
Тютюнник решил сотрудничать с советскими властями Украины: официально было заявлено, что он не арестован, а перешёл на сторону советской власти добровольно. Поселился в Харькове, столице Украинской ССР. Там же преподавал в Харьковской школе красных командиров, в частности, читал лекции по теме «Тактика партизанской и противопартизанской борьбы».
Выступил с серией публикаций против Петлюры, занимался литературной деятельностью, написал воспоминания «С поляками против Украины» (укр. «З поляками проти України»), где выступил категорически против Петлюры и политики УНР. Как указывалось в предисловии, «эта книга в первую очередь не воспоминания, а акт обвинения Петлюры и петлюровщины». Сам Тютюнник так охарактеризовал в ней бывшее украинское руководство:

«Национальные герои» типа Петлюры и Ливицкого (президента УНР) торговали землями украинской нации, душами миллионов украинских рабочих и крестьян, торговали, скрываясь, как воры от народного глаза и никого не спрашивали. Они же себя считали призванными освобождать украинский народ. Вот и «освобождали», отдавая Галичину и Волынь с Холмщиной под господство польского магната.— Ю. Тютюнник
Работая вместе с А. П. Довженко, стал соавтором сценария фильма «Звенигора» (в титрах — Юрий Юртик) о восстаниях на Звенигородщине против гетмана, деникинцев и большевиков. В этом же фильме сыграл свою первую роль в кино. Также снялся в фильме «П.К.П.» («Пилсудский купил Петлюру»), где выступил в роли себя самого — генерала Юрка Тютюнника, командующего «бандами, пролезшими через польскую границу, чтобы отбить Украину для поляков».
Сотрудничая с советской властью, внёс очень серьёзный раскол в ряды украинской эмиграции. По сути, его переход на работу в УССР означала окончательную «смерть» армии УНР, её окончательное исчезновение в польских лагерях.
Последняя должность Тютюнника — секретарь-инспектор ревизионной комиссии Всеукраинского государственного акционерного общества торговли (ВАКОТ).

### Арест и казнь
Несмотря на активное сотрудничество с властями, попал под новую волну репрессий: 12 февраля 1929 года в Харькове был арестован по делу Украинской военной организации, откуда доставлен в Москву. Следствие продолжалось до декабря 1929 года. На допросах заявил: «от своих взглядов не отказывался и сейчас не отказываюсь». 3 декабря 1929 Коллегией ОГПУ Юрию Тютюннику был вынесен смертный приговор с примечанием «приговор не приводить в исполнение до особого распоряжения».
Расстрелян 20 октября 1930 года во внутренней тюрьме ОГПУ на Лубянке.
В феврале 1938 года эмигрантская «Украинская пресс-служба» в Берлине сообщила «сенсационную новость» о том, что Тютюнник якобы жив и воюет на Дальнем Востоке.
Реабилитирован 28 ноября 1997 года постановлением Генеральной прокуратуры Украины.

## Семья
Был женат. Жена Тютюнник Вера Андреевна с двумя дочерьми до 1932 года проживала на станции Кущёвка Северо-Кавказского края.
Старшая дочь — Тютюнник Ольга Юрьевна, 1918 года рождения; младшая дочь — Галина.

## Сочинения
- (укр.) Юрій Тютюнник. Революційна стихія. Зимовий похід 1919—1920 рр. — Львів: Універсум, 2004. — 192 с.; ISBN 9666660954
- (укр.) Юрій Тютюнник. З поляками проти Вкраїни. — Харків. Державне видавництво України. 1924.
- Ю. Тютюнник. Автобіографія // З архівів ВЧК — ГПУ — НКВД — КГБ, № 1/2. — 1998. — С. 12-35.
- Ю. Тютюнник. Под флагом демократии и национализма. Харьков. Изд-во «Червона зброя». 1924 г., 53 с.

## Награды
Российской империи:
- Медаль «В память 300-летия царствования дома Романовых» (1913)

Украинской народной республики:
- Знак отличия УНР «Железный крест „За Зимний поход и бои“» (1921)

## Память
- В родном селе Ю. О. Тютюнника на месте не сохранившегося дома, где он родился и вырос, установлена стела.
- В сентябре 2008 именем Юрия Тютюнника названа улица в городе Луцке[7] (ранее улица была имени Урицкого)[8].
- 19 февраля 2016 года одна из переименованных улиц Житомира была названа в честь Юрия Тютюнника[9].

## Дополнительная информация
- В освободительной войне Украины также участвовал однофамилец Юрия Тютюнника, генерал Василий Тютюнник, командующий действующей армией УНР.
- Юрий Тютюнник послужил прообразом генерала Турчина в художественном фильме «На острие меча» (1986).